# Otauwau River
Der Otauwau River  ist ein etwa 130 km langer rechter Nebenfluss des Lesser Slave River in der kanadischen Provinz Alberta.

## Flusslauf
Der Otauwau River durchfließt ein Gebiet südlich des Kleinen Sklavensees in Zentral-Alberta. Er hat seinen Ursprung in dem 1085 m hoch gelegenen etwa 40 ha großen See Otauwau Lake. Dieser befindet sich knapp 16 km östlich des Alberta Highway 33 sowie 32 km südsüdwestlich von Slave Lake. Der Otauwau River fließt anfangs nach Südosten, bevor er sich bei Flusskilometer 100 nach Nordosten wendet und diesen Kurs bis zu seiner Mündung beibehält. Der Otauwau River mündet schließlich 23 km östlich von Slave Lake auf einer Höhe von etwa 586 m in den nach Osten strömenden Lesser Slave River. 19,5 km oberhalb der Mündung kreuzt der Alberta Highway 2 den Flusslauf. Der Otauwau River weist entlang seinem gesamten Flusslauf zahlreiche Flussschlingen auf. Er entwässert ein Areal von 515 km².